# Місце знахідок решток мамонта
Місце знахідок решток мамонта — геологічна пам'ятка природи місцевого значення в Україні. Розташована на території Тернопільського району Тернопільської області, на південь від села Старий Вишнівець, яр біля автошляху Тернопіль — Кременець, перед селом.
Площа — 0,1 га, статус надано згідно з рішенням виконавчого комітету Тернопільської обласної ради від 14.03.1977 року № 131.